# The Worst Band in the World
The Worst Band in the World is een single van 10cc. Het is afkomstig van hun tweede album Sheet Music. Uitgifte van de single kwam gelijktijdig met een toer door de Verenigde Staten, die moest worden afgebroken vanwege een zieke Godley.
Het lied van Kevin Godley en Graham Gouldman gaat over de onverschilligheid binnen de popmuziek. Als je eenmaal populair bent maakt het niet uit of je nog kwaliteit levert. Zelfs als je de slechtste band ter wereld bent, verandert het plastic schijfje (de vinylsingle) in goud/geld. De originele tekst bevatte in Up Yours een tekst die niet door de beugel kon bij de radio en televisie.
B-kant was 18 Carat Man of Means, geschreven door 10cc en stond niet op Sheet Music.
Het singletje verkocht matig; het belandde nergens in de hitparade.
Graham Gouldman · Eric Stewart · Kevin Godley · Lol Creme

Paul Burgess · Rick Fenn · Stuart Tosh · Duncan Mackay · Tony O'Malley